# Anna Webber

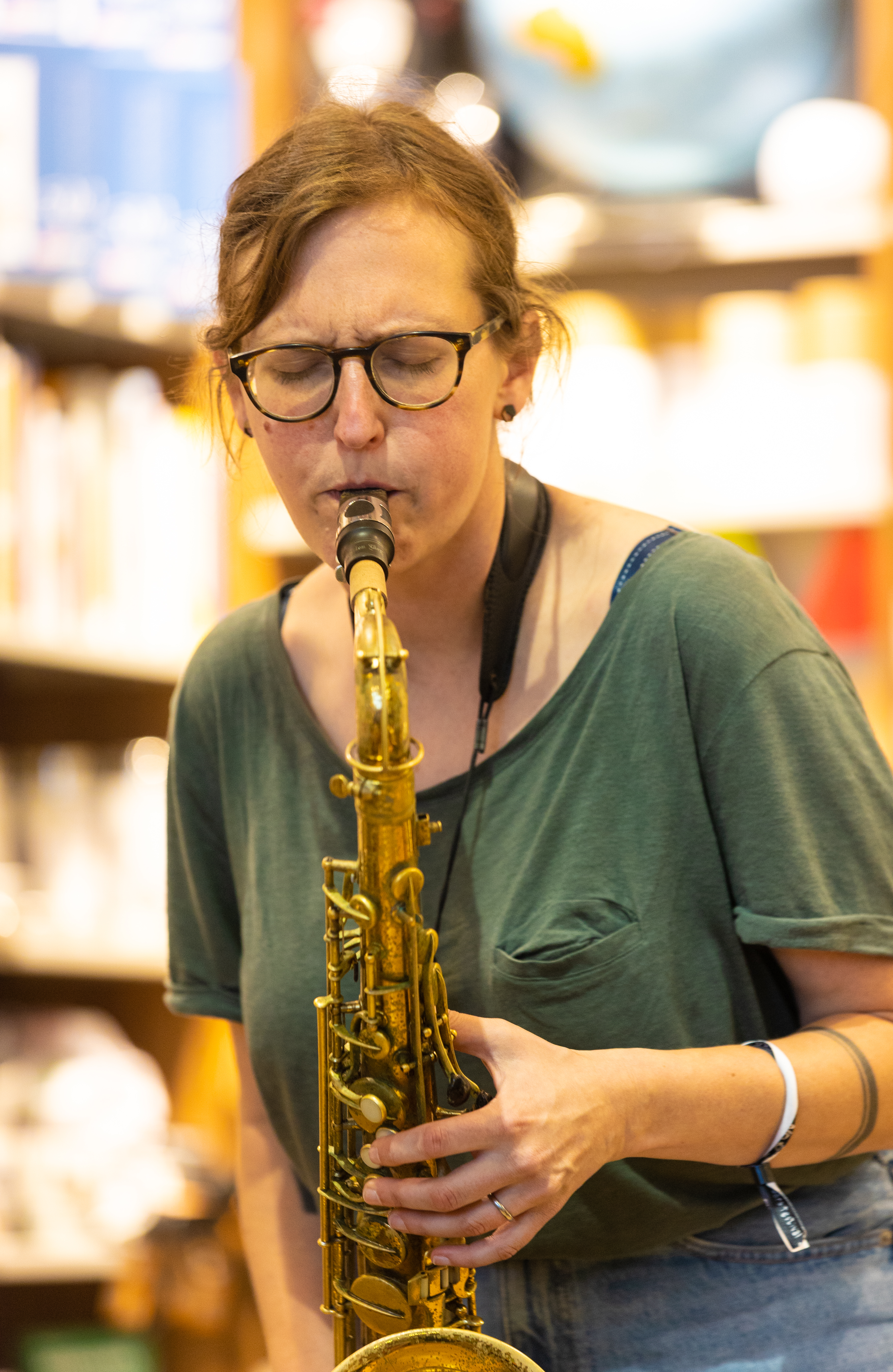
Anna Webber beim Moers Festival 2022

Anna Kristin Webber (* 26. November 1984 in Vancouver) ist eine kanadische Saxophonistin, Flötistin und Komponistin des Creative Jazz. Sie lebt in Brooklyn.

## Leben und Wirken
Anna Webber hatte zunächst Musikunterricht bei ihrer Mutter und spielte anfangs Klavier und Cello, bevor sie zur Flöte wechselte. In ihrem letzten Jahr auf der Highschool wurde erst das Alt-, schließlich das Tenorsaxophon zum Hauptinstrument. 2003 zog sie zum Studium nach Montréal, wo sie 2006 den Bachelor in Jazzstudien an der McGill University erwarb. 2008 zog sie nach New York und setzte ihr Studium an der Manhattan School of Music fort, wo sie Unterricht bei George Garzone und Jason Moran hatte und daneben mit Musikern wie Mark Turner, Steve Wilson und Jamie Baum spielte. Erste Aufnahmen entstanden 2009 mit Stefon Harris (Blackout—Urbanus, Concord) und im Folgejahr mit Daniel Jamiesons Danjam Orchestra (Sudden Appearance). Ihre eigene Band damals hieß Pink Flamingo und arbeitete mit zwei Schlagzeugern.
An der Universität der Künste Berlin absolvierte sie im Studienjahr 2011/12 ihren Jazz-Masterstudiengang. Dort änderte sich angesichts der vielen guten Vibraphonisten ihre Wertschätzung dieses Instruments, und sie gründete 2011 die (2019 nicht mehr bestehende) Formation Percussive Mechanics; in diesem Septett spielten neben ihr selbst an Flöte und Saxophon ein weiterer Holzbläser, ein Bassist, ein Pianist sowie zwei Schlagwerker. Da sie im Wesentlichen ausnotierte Kompositionen für diese Gruppe verfasste, begründete sie die doppelten Besetzungen mit „kompositorische[n] Notwendigkeiten“.
Nach dem Masterabschluss arbeitete sie in der New Yorker Jazzszene mit Ben Street, Dave Douglas, Jason Moran, Tony Malaby und dem Schlagzeuger John Hollenbeck. 2010 legte Webber ihr Debütalbum mit einem basslosen Septett auf Nowt Records vor, in dem Holzblasinstrumente, Gitarren und Schlagzeuge doppelt besetzt waren. Anfang 2015 brachte Webber mit ihrer Combo Percussive Mechanics ein zweites Album Refraction bei Pirouet heraus. In ihrem Simple Trio arbeitete sie mit dem Schlagzeuger John Hollenbeck und dem Pianisten Matt Mitchell; es hat bisher zwei Alben auf Skirl Records veröffentlicht: Simple (2014) und Binarchy (2015). Webber gründete 2018 ein weiteres Septett, bestehend aus Jeremy Viner (Tenorsaxophon, Klarinette), Jacob Garchik, Chris Hoffman (Cello), Matt Mitchell, Chris Tordini und Ches Smith. Mit ihrem Quintett Shimmer Wince erkundete sie die Improvisationsmöglichkeiten in der Welt der Reinen Stimmung.
Weiterhin wirkte sie im kollaborativen Trio Jagged Spheres mit dem Pianisten Elias Stemeseder und dem Schlagzeuger Devin Gray, mit dem sie bisher zwei Alben veröffentlichte; in der Gruppe The Hero of Warchester spielt sie mit Nathaniel Morgan und Liz Kosack. Fabian Almazan lud sie 2015 zum New Jazz Meeting ein, wo das Album Realm of Possibilities entstand. Webber hat zudem mit Dan Weiss, Jen Shyu, Ohad Talmor, Ches Smith, Hank Roberts, Harris Eisenstadt (Recent Developments, 2017), Simon Nabatov, Adam Hopkins, Erik Hove und dem Ken Thomson Sextet gearbeitet. 2020 legte sie mit Angela Morris das Bigband-Album Both Are True vor, das Giovanni Russonello (The New York Times) zu den besten Alben des Jahres zählte. Zu hören war sie u. a. auch auf Remy Le Boeufs Architecture of Storms (2021), mit Trevor Dunns Trio Convulsant (Séances, 2022), John Hollenbecks Bandprojekt GEORGE (Letters to George, 2023) und Miles Okazakis Miniature America (2024).

## Preise und Auszeichnungen
Webber gewann 2010 den Prix François-Marcaurelle beim OFF Festival of Jazz in Montreal. 2014 wurde ihr der BMI Foundation Charlie Parker Kompositionspreis als Mitglied des BMI Jazz Composers’ Workshop verliehen. 2015 erhielt sie ein Stipendium der Shifting Foundation, 2018 ein Guggenheim-Stipendium. Beim Down Beat Critics Poll 2020 wurde sie Siegerin in der Kategorie „bester Flötist (Rising Star)“.

## Diskographische Hinweise
- Third Floor People Don't Need to Worry About Anything  (Nowt 2010, mit Matt Holman, Erik Hove, Fred Kennedy, Jean-Sebastien Williams, Owen Stewart-Robertson, Philippe Melanson)
- Percussive Mechanics (Pirouet Records 2013; mit James Wylie, Elias Stemeseder, Julius Heise, Igor Spallati, Max Andrzejewski, Martin Krümmling).[6]
- Simple (Skirl, 2014), mit Matt Mitchell, John Hollenbeck
- Refraction (Pirouet 2014, mit James Wylie, Elias Stemeseder, Julius Heise, Igor Spallati, Max Andrzejewski, Martin Krümmling)
- Binary (Skirl, 2016), mit Matt Mitchell, John Hollenbeck
- Anna Webber, Erik Hove, Vicky Mettler, Evan Tighe: Eave (Astral Spirits, 2018)
- Clockwise (Pi 2019, mit Jeremy Viner, Jacob Garchik, Christopher Hoffman, Matt Mitchell, Chris Tordini, Ches Smith)[7]
- Rectangles (2020), mit Marc Hannaford, Adam Hopkins, Mark Ferber
- Anna Webber / Weston Olencki: Several (Astral Spirits, 2023)
- Shimmer Wince (Intakt, 2023)